# Lieser (plaats)
Lieser is een plaats in de Duitse deelstaat Rijnland-Palts, en maakt deel uit van de Landkreis Bernkastel-Wittlich.
Lieser ligt op de linkeroever van de Moezel en telt 1.231 inwoners.

## Fietsroutes
In Lieser komt de Maare-Moselradweg bij de Moezel om stroomafwaarts in Bernkastel-Kues te eindigen. De Moselradweg ligt op de rechteroever van de Moezel en komt dus niet langs Lieser.